# Futsal-Finalissima
Die Futsal Finalissima ist ein alle vier Jahre stattfindender Futsal-Wettbewerb, der von CONMEBOL und der UEFA organisiert wird. Das Turnier wird von den beiden besten Mannschaften der südamerikanischen und europäischen Futsal-Meisterschaft, der Copa América (Futsal) bzw. der Futsal-Europameisterschaft, bestritten.
Das Turnier resultiert aus der Erweiterung des Kooperationsvertrages zwischen UEFA und CONMEBOL. Am 2. Juni 2022, dem Tag nach der Austragung der Finalissima 2022, kündigten CONMEBOL und die UEFA eine Reihe neuer Veranstaltungen zwischen Mannschaften der beiden Konföderationen an. Dazu gehörte ein Spiel zwischen den Gewinnern der südamerikanischen Copa América de Futsal und den Gewinnern der Futsal-Europameisterschaft, wobei hier ein Turnier der jeweiligen beiden Finalisten der beiden Wettbewerbe ausgetragen wird.
Die erste Austragung fand im September 2022 in Buenos Aires statt, wobei der Zweitplatzierte der Futsal-Euro Russland aufgrund des Russisch-Ukrainischen Krieges nicht teilnehmen durfte. An seiner statt war neben Europameister Portugal der Drittplatzierte Spanien am Start.

## Die Austragungen im Überblick
| Datum                  | Austragungsort             | Finale                             | Finale          | Finale                         | Spiel um Platz drei                  | Spiel um Platz drei | Spiel um Platz drei                       |
| Datum                  | Austragungsort             | Sieger                             | Ergebnis        | 2. Platz                       | 3. Platz                             | Ergebnis            | 4. Platz                                  |
| ---------------------- | -------------------------- | ---------------------------------- | --------------- | ------------------------------ | ------------------------------------ | ------------------- | ----------------------------------------- |
| 15.–18. September 2022 | Buenos Aires (Argentinien) | Portugal Futsal-Europameister 2022 | 1:1, 4:2 i.6mS. | Spanien Futsal-EM 2022 Dritter | Paraguay Vize-Südamerikameister 2022 | 3:2                 | Argentinien Futsal-Südamerikameister 2022 |